# Kền kền đầu đỏ
Kền kền đầu đỏ (tên khoa học Sarcogyps calvus) là một loài chim trong họ Accipitridae.

## Hình ảnh

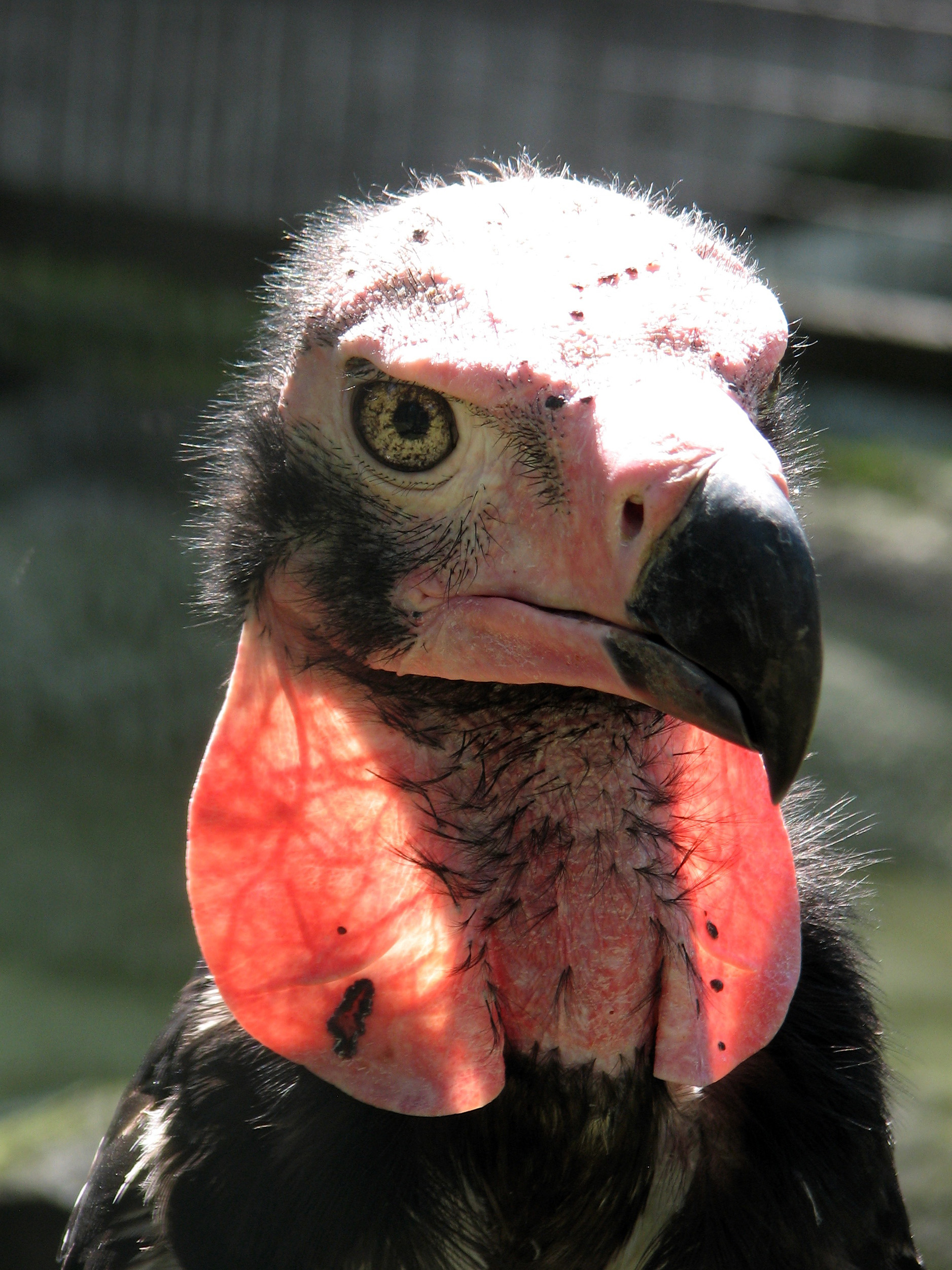